# Šentjošt nad Horjulom
Šentjošt nad Horjulom – wieś w Słowenii, w gminie Dobrova-Polhov Gradec. W 2018 roku liczyła 388 mieszkańców.